# Economia Criativa Aplicada

Educação Criativa Aplicada é uma abordagem pedagógica contemporânea que coloca a criatividade como eixo central do processo de aprendizagem, integrando-a de forma sistemática ao currículo e as práticas educacionais. O conceito foi desenvolvido e consolidado pelo psicólogo brasileiro Lucas Foster fundador da World Creativity Organization, que estruturou a metodologia com base em projetos reais, competências do século XXI e conexão entre educação, território e impacto social.

Origem e Desenvolvimento
A Educação Criativa Aplicada foi idealizada por Lucas Foster, concebeu e estruturou o conceito a partir de sua atuação nos campos da criatividade, inovação e educação. Foster é o criador do World Creativity Day (Dia Mundial da Criatividade), realizado desde 2014, anos antes da resolução que criaria o Dia Mundial da Criatividade pela ONU, e de programas de formação que colocam em prática os princípios dessa metodologia. Ele sistematizou a Educação Criativa Aplicada como uma proposta educacional replicável, interdisciplinar e orientada para a resolução de problemas reais por meio da criatividade. 
Segundo Foster, "a educação criativa aplicada transforma a aprendizagem em uma experiência viva, contextualizada, participativa e transformadora preparando o aluno para ser não apenas um conhecedor, mas um realizador com propósito e impacto".

Estrutura e princípios
A Educação Criativa Aplicada propõe uma nova forma de aprender e ensinar, na qual os conteúdos teóricos tradicionais são utilizados como meios para projetos e desafios com relevância prática. A aprendizagem ocorre de forma ativa e colaborativa, promovendo competências como pensamento crítico, empatia, resolução criativa de problemas e autonomia.
Princípios Fundamentais:
1. Aprendizagem Ativa: “Aprender fazendo” — os estudantes participam ativamente do processo, criando, testando e melhorando ideias.
2. Desenvolvimento de Competências Criativas: Como pensamento divergente, empatia, improvisação, curiosidade, imaginação e resiliência.
3. Interdisciplinaridade: Integra diferentes áreas do conhecimento para lidar com desafios complexos.
4. Cocriação e Colaboração: Trabalhos em grupo são incentivados para gerar múltiplas perspectivas e soluções.
5. Protagonismo do Aluno: O estudante se torna autor do seu próprio percurso de aprendizagem.
6. Contexto Real e Relevância: Os projetos e desafios têm relação direta com a realidade do estudante, sua comunidade ou contexto profissional.
7. Avaliação Formativa e Reflexiva: O foco está no processo, não apenas no resultado final.

Aplicações práticas
Lucas Foster implementou a Educação Criativa Aplicada em diversos programas e iniciativas, tornando a metodologia escalável e replicável em diferentes contextos educacionais e profissionais.
Entre os principais projetos criados por ele estão:
- World Creativity Day
- Creative Leadership Program
- YouTube Creator Camp
- Prêmio Brasil Criativo

Influências Pedagógicas
A proposta formativa dos programas se ancora em uma matriz pedagógica inovadora, orientada por desafios concretos e reais da sociedade contemporânea. Os participantes desenvolvem projetos com impacto mensurável, aplicando os conhecimentos adquiridos de forma prática, estratégica e transformadora. Essa abordagem privilegia a aprendizagem ativa, colaborativa e situada, aproximando a educação dos contextos vivos onde ela de fato se realiza.
Esse modelo dialoga com uma série de pensadores da pedagogia, entre eles:
John Dewey, ao enfatizar a centralidade da experiência na construção do conhecimento e a educação como instrumento de participação comunitária;
Paulo Freire, ao propor a educação como instrumento para autonomia do sujeito, fundamentado no diálogo, na escuta ativa e na formação da consciência crítica;
Ken Robinson, ao desafiar os modelos escolares industrializados e defender a criatividade como competência vital para o desenvolvimento humano e social;
Seymour Papert, com sua defesa da aprendizagem construcionista, onde o conhecimento é internalizado por meio da experimentação, da invenção e da criação significativa;
Maria Montessori, ao colocar o aluno no centro do processo, respeitando seu ritmo, oferecendo ambientes preparados e promovendo a autonomia através da ação concreta.
Além desses referenciais, a metodologia dialoga simbolicamente com os fundamentos da psicanálise freudiana. Nela, o processo criativo é entendido como a dinâmica entre dois aspectos complementares da psique: o Ser Criativo, movido pelo Princípio do Prazer que imagina, sonha e propõe soluções inovadoras; e o Ser Realizador, regido pelo Princípio da Realidade, que organiza, estrutura, negocia e viabiliza as ideias no mundo concreto. 
Essa integração entre criatividade e realização, entre imaginação e pragmatismo, orienta o percurso formativo e amplia a potência transformadora da aprendizagem.
Relevância
A Educação Criativa Aplicada destaca-se como resposta prática às demandas educacionais contemporâneas, promovendo competências humanas essenciais como criatividade, empatia e propósito. Ao unir criação e captação, o educando vivencia o equilíbrio entre desejo e responsabilidade, condição necessária para a liderança criativa contemporânea.

Referências
1. ↑  Cunha, Marcus Vinicius da (2001). «John Dewey e o pensamento educacional brasileiro: a centralidade da noção de movimento». Revista Brasileira de Educação: 86–99. ISSN 1413-2478. doi:10.1590/S1413-24782001000200007. Consultado em 20 de agosto de 2025
2. ↑  Autonomia e Educação em Immanuel Kant & Paulo Freire. [S.l.]: EDIPUCRS. Consultado em 20 de agosto de 2025
3. ↑  Ph.D, Ken Robinson; Aronica, Lou (19 de dezembro de 2018). Escolas Criativas: A Revolução que está Transformando a Educação. [S.l.]: Penso Editora. Consultado em 20 de agosto de 2025
4. ↑  Massa, Nayara Poliana; Oliveira, Guilherme Saramago de; Santos, Josely Alves dos (21 de setembro de 2022). «O CONSTRUCIONISMO DE SEYMOUR PAPERT E OS COMPUTADORES NA EDUCAÇÃO». Cadernos da FUCAMP (52). ISSN 2236-9929. Consultado em 20 de agosto de 2025
5. ↑  Tomaz, Marlene (17 de junho de 2024). «A Educação e a autonomia do indivíduo: uma síntese com base nos saberes filosóficos de Maria Montessori, Jean Piaget e Immanuel Kant». Rebena - Revista Brasileira de Ensino e Aprendizagem: 156–162. ISSN 2764-1368. Consultado em 20 de agosto de 2025
6. ↑  Fulgencio, Leopoldo (2010). «Aspectos gerais da redescrição winnicottiana dos conceitos fundamentais da psicanálise freudiana». Psicologia USP: 99–125. ISSN 0103-6564. doi:10.1590/S0103-65642010000100006. Consultado em 20 de agosto de 2025